# معركة جبل قدموس
معركة جبل قدموس (بالإنجليزية: Battle of Mount Cadmus)‏، وقعت بالقرب من لاوديكيا في 6 يناير 1148، أثناء الحملة الصليبية الثانية. هزم فيها الجيش الصليبي الفرنسي بقيادة لويس السابع، من قبل سلاجقة الروم.
خِلال الوقت الذي كان يجري فيه القتال بين السلاجقة والصليبيين الألمان عبر الفرنجة البوسفور إلى آسيا الصُغرى، ووصلوا نيقية حيثُ علموا بِهزيمة كونراد وجُنُوده. لم يلبث لويس السابع أن اجتمع بِنظيره الألماني وقرَّرا الزحف إلى الشَّام عبر الطريق الساحلي بعيدًا عن جوف سلطنة سلاجقة الروم، وأن يظلَّا داخل الأراضي البيزنطيَّة، لكنَّ هذه الرحلة كانت حافلة بِالصعاب أيضًا، إذ استمرَّ السلاجقة يُهاجمون الصليبيين ويفتكون بهم حتَّى أنهكوهم. ولمَّا بلغ الملكان مدينة أفسس ساءت صحَّة كونراد الثالث ممَّا اضطرَّه إلى العودة إلى القُسطنطينيَّة في حين تابع الملك لويس السابع طريقه، وعلى الرُغم من الاحتياطات التي اتخذها الملك سالف الذِكر، فقد فاجأه السُلطان مسعود في وادي مندريس، ودارت بين الطرفين رحى معركة وادي مندريس الأصغر واستطاع الصليبيُّون خلالها شق طريقهم بِصُعُوبة ومُتابعة زحفهم نحو الشَّام.
لم يكن الانتصار كافياً لإيقاف هجمات السلاجقة. فبعد أيام قليلة من معركة مندريس، تكبد الجيش الفرنسي هزيمة ساحقة في معركة جبل قدموس. وأنَّ القبائل التُركُمانيَّة البدويَّة الضاربة في المنطقة أخذت تُطاردهم وتخطَّفت بِالقتل جُنُود المُؤخرة والشاردين والمرضى، ولم يُنجِ الجيش الصليبي من الفناء الشامل سوى هُبُوط الظلام حيثُ انسحب التُركُمان.علاوة على ذلك، يقول المؤرخ جوانثون فليپس أن معركة مندريس تعتبر هامة لأنها ساعدت على الاستيعاب الكامل لفشل الحملة الصليبية الثانية.